# Routes du Shu

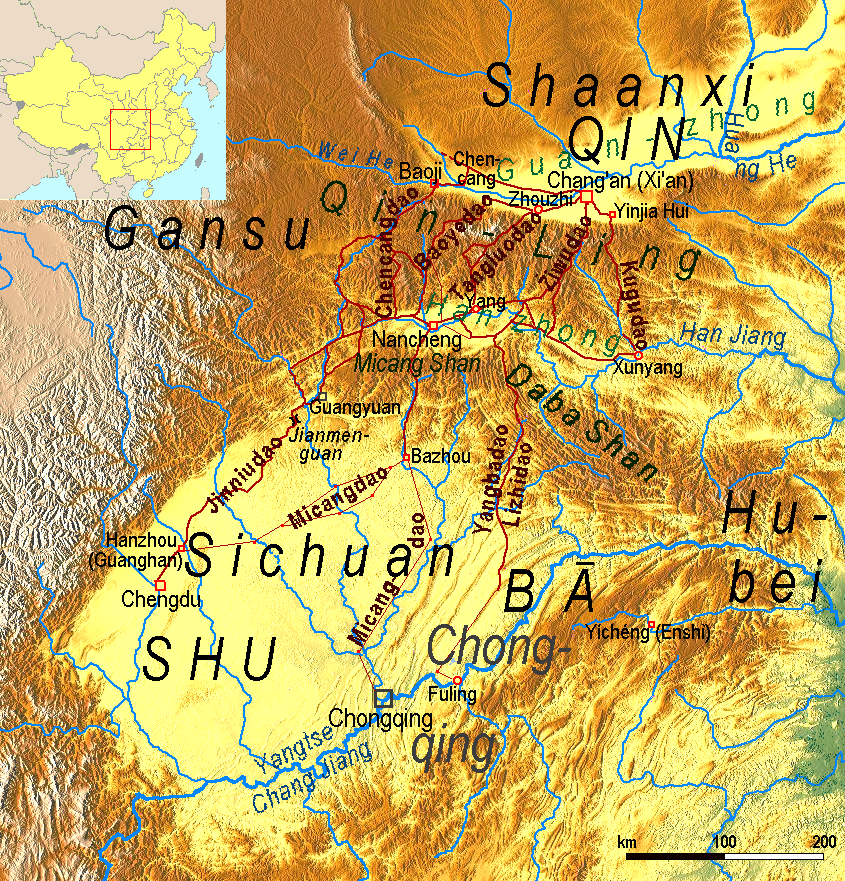
les anciennes routes allant de l'État de Qin (Shaanxi) à celui de Shu (Sichuan)
ville, = Comté (县, xiàn), lignes fines = manque d'informations fiables sur le tracé

Les routes du Shu (蜀道, Pinyin shǔdào) sont un ensemble de routes de montagne qui relient entre elles les provinces chinoises du Shaanxi et du Sichuan, qui ont été construites au IVe siècle av. J.-C. et sont restées utilisées jusqu'au début du XXe siècle. Pour construire ces routes, les ingénieurs de l'époque ont dû réaliser des prouesses techniques; car certaines sections étaient faites de planches en bois posées sur des poutres en bois ou en pierre, elles-mêmes insérées dans des trous découpés dans les parois des falaises.

## Géographie

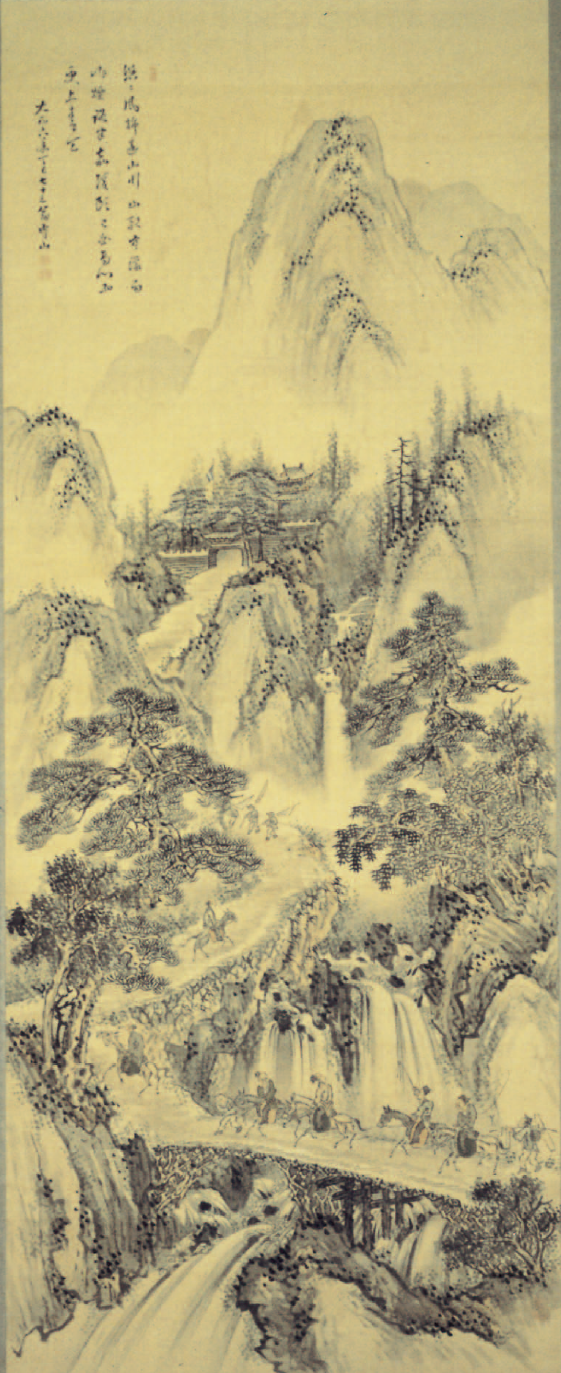
représentation des routes du Shu par l'artiste japonais Setsuzan Adachi (1918)

Les routes relient trois bassins adjacents mais séparés et entourés de hautes montagnes. Le bassin nord est appelé Guanzhong (lit : "Entre les passes") et est drainé par le fleuve Jaune. Dans l’Antiquité cette région était le cœur de l’État de Qin et de nos jours, c’est la région centrale de la province du Shaanxi. Au sud de cette zone, on trouve les monts Qinling, qui marquent la limite entre le Guanzhong et le bassin autour de Hanzhong. Ce dernier est drainé par la rivière Han, un affluent du Yangzi Jiang. Le bassin de Hanzhong est séparé du bassin du Sichuan par une chaîne de montagnes appelée Micang Shan (米倉山/米仓山, Mǐcāng Shān, lit : "Montagnes greniers à Riz") dans l’Ouest ou mont Daba dans l’Est. Le bassin du Sichuan et celui de la Han se jettent tous les deux dans le fleuve Yangzi Jiang.
Comme de nombreux ensembles de routes anciennes, les routes de Shu constituent un réseau de routes principales et secondaires, avec différents tracés utilisés à différents moments de leur histoire. Toutefois, un certain nombre de routes est fréquemment identifié comme étant les routes principales.1918)
Il y a cinq routes principales qui traversaient les monts Qinling. De l'ouest vers l'est, on trouve :
- La route de Chencang (陈仓道, Chéncāngdào), nommée d’après la ville de Chencang située près de l'actuelle ville de Baoji. Le nom de cette ville signifie littéralement "Grenier de Chen".
- La route de Baoye (褒斜道, Bāoyédào), souvent écrite "route de Baoxie"[2]. Elle est nommée d’après deux cours d’eau, le Bāoshuǐ (褒水, lit "Eau de prière") et le Yéshuǐ (斜水, lit "Eau en pente"), aujourd'hui appelé Shitou il (石头河).
- La route de Tangluo (傥骆道, Tǎngluòdào) est nommée d’après la gorge du chameau (駱峪, Luòyù), située au Nord de cette route, et la rivière Tangshui (儻水河, Hé Tǎngshuǐ, " La rivière aux eaux libres") située au sud.
- La route de Sidi (子午道, Zǐwǔdào) est nommée d’après la gorge de Sidi (子午 lit "Midi-Minuit" ou "Méridien"). Elle passe au sud de Chang'an et tourne vers l'ouest lorsqu'elle rejoint la route principale qui passe au sud et mène à Hanzhong.
- La route de Kugu (库谷道, Kùgǔdào), est nommée d’après la vallée 库谷 (Kùgǔ, lit "Vallée de l’entrepôt") ou 库峪 (Kùyù, lit "Gorges de l’entrepôt "), qui rejoint la rivière Han dans ce qui correspond actuellement au Xian de Xunyang. À cet endroit, la route bifurque vers l'ouest pour atteindre la partie centrale du bassin de Hanzhong.

La route de Lianyun (连云道, Liányúndào, lit "route vers les nuages") relie les routes de Chencang et de Baoye.
Entre Hanzhong et le bassin du Sichuan, il y a aussi trois des principales routes du Shu :
- La route de Jinniu (金牛道, Jīnniúdào, lit "Route du Bœuf d'Or") est aussi appelée la route de Shiniu (石牛道, Shíniúdào, lit "Route des Bovins de Pierre") à Chengdu, la capitale du Sichuan et l’ancienne capitale de l’État de Shu.
- La route de Micang (米仓道/米倉道, Mǐcāngdào, lit "Route du grenier à Riz) ; qui passe dans la région située au sud des monts Micang. Deux itinéraires partent de Bazhou; un qui va vers Chengdu et un qui va vers Chongqing. Si Chongqing est actuellement la plus grande ville du bassin, il semble qu'elle n'existait pas encore aux IVe et IIIe siècles avant notre ère. La route vers Chengdu semble donc être l'itinéraire principal de la route de Micang.
- La route de Yàngbā (洋巴道, Yángbādào) - ou route des Litchi (荔枝道, Lìzhīdào) - est la route qui va le plus à l’est. Elle s’achève à Fuling (涪陵) qui est situé à l’est de Chongqing, sur le fleuve Yangzi Jiang. Cette route a commencé à être utilisée sous la dynastie Tang. À l'époque de l'État de Shu, Fuling n’appartenait pas au Shu, mais à la Fédération de Ba, située juste à côté. La ville se trouve actuellement à côté de Chongqing.

Dans la période la plus récente, le tronçon plus utilisé de la route principale est la route de la Grande Poste, ou Grande Route, qui va de Pékin à Chengdu et est utilisée de la dynastie Yuan jusqu'à la période républicaine. Des garnisons, des haltes et des succursales postales sont établies le long de cette route. Cette route du Shu est composée de nombreuses sections différentes. Après Xi'an son tracé passe par les routes traversant le Guanzhong, puis utilise certaines sections de la route de Chencang, de la route de Lianyun et de la route Baoye pour arriver dans le bassin du fleuve Han. La Grande Route rejoint ensuite la route de Jinniu à Chengdu.

## Histoire

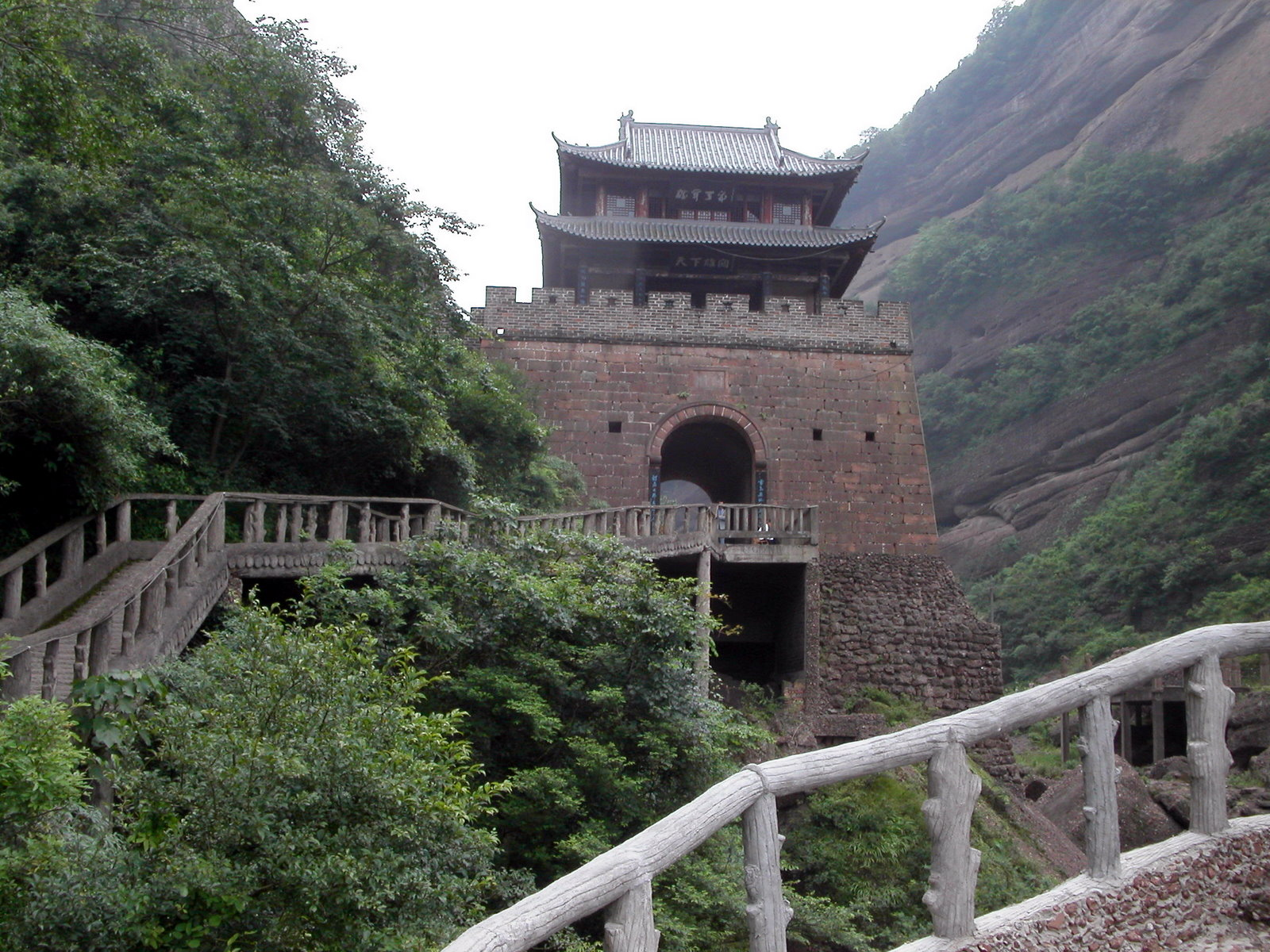
Jinniudao, "Route du Bœuf d'Or". Reconstitution d'un fort au col de Jianmen

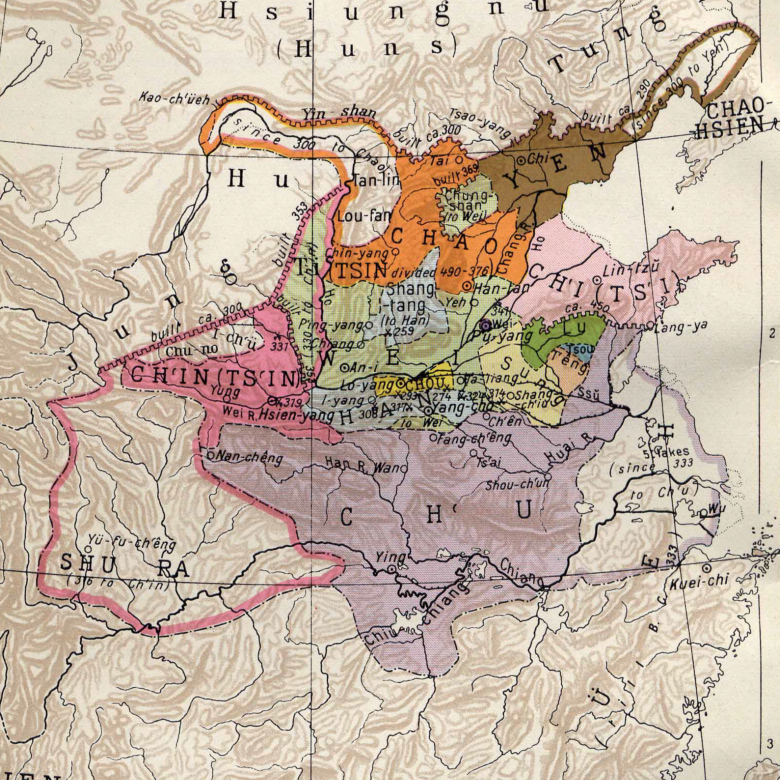
Carte de la Chine à l'époque des Royaumes combattants, vers 300 av. J.-C.

En 316 av. J.-C., l’État de Qin, dont la capitale était alors Xianyang (située près de l'actuelle ville de Xi 'an), conquiert l'État de Shu et son voisin oriental, la Fédération de Ba. Après cette conquête, les premières routes sont construites à travers les montagnes. Il existe un conte concernant la construction de la Route du Bœuf d'Or, voulant qu'un dirigeant de Shu l'avait fait construire afin d’envoyer un bœuf d’or en cadeau au roi de Qin. Selon une autre version de cette histoire, le Roi de Qin aurait piégé celui de Shu en déposant à la frontière de son royaume des statues de bœufs qui soi-disant excrétaient de l'or. Le roi de Shu aurait alors construit ces routes pour récupérer les statues en question; après quoi le roi de Qin aurait utilisé ces nouvelles voies de communication pour envahir et annexer le Shu. En admettant que l'un ou l'autre de ces contes ait un fond de vérité, il est donc possible que la partie sud de cette route ait été construite par l'État de Shu et les autres routes par l’État de Qin.
Au fil du temps, les sections qui ne sont pas faites de planches en bois sont remplacées par des dalles et des marches. Néanmoins, ces routes restent toujours un défi pour les voyageurs. Ainsi, sous la dynastie Tang, Li Bai écrit sur les "routes ardues menant au Shu" et sur les "échelles menant au paradis, faites de bois et de pierre". Le long de la route, des forts et des villes se construisent au fil du temps. À cette époque, la route de Tangluo est une route postale officielle et la route de Baoye est constamment utilisée; il est donc probable que ce que Bai a écrit concerne l’une de ces deux routes.

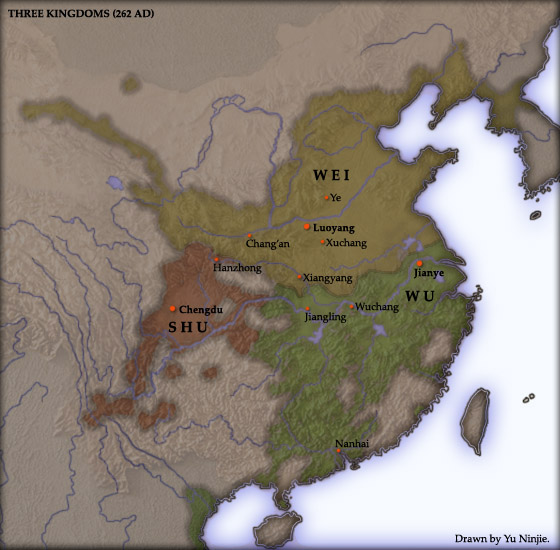
Carte de la Chine à l'époque des Trois Royaumes

En période de guerre, les généraux n'hésitent pas à brûler les sections des routes faites de planches, dans le cadre de tel ou tel stratagème militaire. Un tel cas se présente lors du renversement de la dynastie Qin en 206 av. J.-C.. À cette époque, Xiang Yu, le leader de la révolte contre les Qin, bannit Liu Bang, son plus puissant rival, en le nommant roi des lointains royaumes de Han, Shu et Ba. Alors qu'il se replie sur Hanzhong avec son armée, Liu suit la suggestion de son conseiller Zhang Liang et fait détruire les routes en planches de bois après son passage afin d’arrêter les éventuels poursuivants. Selon certains témoignages de l'époque, il aurait ensuite feint de réparer ces mêmes routes de planches pour faire croire à Xiang Yu qu'il allait attaquer trois rois toujours fidèles aux Qin. En réalité, pendant les pseudo-réparations, son généralissime Han Xin prend ce qu’on appelle maintenant la route de Chencang pour attaquer Chencang, la base principale de Xiang Yu. Aujourd'hui encore, un proverbe chinois dit « ouvertement réparer les routes de planche, secrètement marcher sur Chencang » (明修栈道, 暗渡陈仓) pour décrire ce stratagème. Plus tard, Liu Bang fonde la dynastie Han et, une fois la paix revenue, fait réellement réparer les routes de montagne.
Ces routes redeviennent un enjeu stratégique quatre cents ans plus tard, à l’ère des trois royaumes. Liu Bei, le fondateur du royaume de Shu, est épaulé par le célèbre conseiller et premier ministre Zhuge Liang, également appelé Kongming. Ce dernier utilise constamment les routes du Shu pour attaquer le Royaume de Wei. Après la mort de Kongming lors de la bataille des plaines de Wuzhang, les planches en bois des routes ont été brûlées au moins à deux reprises pour défendre Hanzhong : Une fois par Wei Yan après sa révolte contre le Shu et une fois par Jiang Wei pour tenter de stopper une invasion. Finalement, le royaume de Shu finit tout de même par être annexé par le Wei, les routes de planches sont reconstruites et le trafic de voyageurs et de marchandises reprend.
Lors de son voyage asiatique (1271-1295), Marco Polo passe les années 1275 à 1295 en Chine à l'époque de la dynastie Yuan. Il laisse une description détaillée de la Grande Route de Pékin à Chengdu qui inclut ses principales sections des routes du Shu.
Avec le temps, les centres économiques et démographiques de la Chine se déplacent des régions montagneuses de l’ouest vers les plaines de l’est. Les principaux flux commerciaux et de voyageurs changent de la même manière, mais les routes du Shu restent importantes pour la communication entre les bassins de l’Ouest.
Pendant les troubles qui marquent la fin de la dynastie Ming, le Sichuan subit des dommages matériels et perd une partie de sa population, à la suite de diverses attaques et invasions. D'importantes sections des routes du Shu tombent alors en désuétude. Pendant la dynastie Qing, le Sichuan se reconstruit et les routes du Shu sont réparées. Elles restent importantes pour les échanges jusqu’aux premières décennies du XXe siècle.
La première route carrossable moderne du Sichuan est ouverte en 1937 et atteint le Guanzhong en 1943. À partir de cette époque, on construit de nouvelles routes dont le tracé recoupe quasiment celui des anciennes routes ; ce qui provoque la destruction des routes en planches de bois. Depuis, de nouvelle routes en planches de bois ont été construites à l'attention des visiteurs et autres touristes; mais il s'agit de pures attractions touristiques, qui n’ont jamais servi à la circulation.
Cependant, les autorités chinoises ont pris conscience de l'importance historique et culturelle de ces routes, et à l'heure actuelle les tronçons qui n'ont pas été détruits sont inscrits la liste indicative du patrimoine mondial de l'UNESCO, ce qui constitue la première étape de l'inscription sur la liste du patrimoine mondial.